# Сонали Бендре
Сонали Бендре (на маратхийски: सोनाली बेंद्रे) е индийска актриса.
Родена е на 1 януари 1975 година в Мумбай в маратхиийско семейство на държавен чиновник. Завършва колежа „Рамнарайн Руя“ на Мумбайския университет. Започва кариерата си като манекенка, а от 1994 година се снима в киното. Придобива известност с главните роли в поредица успешни филми през 90-те години. След 2003 година ограничава участията си в киното.